# Ambulyx maculifera
Ambulyx maculifera är en fjärilsart som beskrevs av Walker 1866. Ambulyx maculifera ingår i släktet Ambulyx och familjen svärmare. Inga underarter finns listade i Catalogue of Life.